# Skelett (odöd)

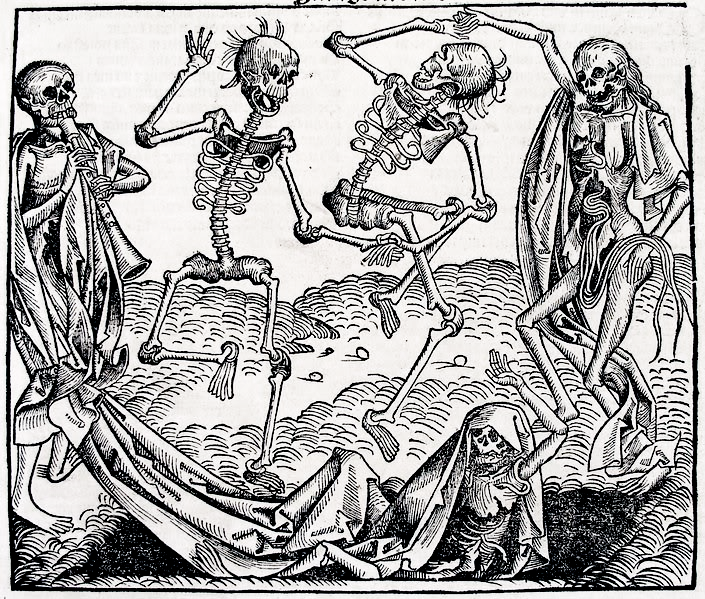
Odöda skelett i ett träsnitt från La Danse Macabre av Hans Holbein d.y. (1538).

Odöda skelett är vanliga i mytologi. De ser ut som verkliga skelett, men ibland har de kläder, vapen eller annan utrustning. Ofta förekommer skelettet som en personifikation av döden, se vidare Liemannen.
Odöda skelett är även vanliga inslag i rollspel som utspelar sig i fantasymiljö.